# پیرو داینزو
پیرو داینزو (انگلیسی: Piero D'Inzeo; ۴ مارس ۱۹۲۳ – ۱۳ فوریهٔ ۲۰۱۴) ایتالیا اهل ایتالیا بود.
وی در مسابقات کشوری و بین‌المللی در مجموع برندهٔ ۱ مدال طلا، ۴ مدال نقره، ۵ مدال برنز شده‌است.